# Las Poquianchis (pel·lícula)
Las Poquianchis (De los pormenores y otros sucedidos del dominio público que acontecieron a las hermanas de triste memoria a quienes la maledicencia así las bautizó), o senzillament Las Poquianchis és una pel·lícula mexicana inspirada en el cas de les germanes González Valenzuela. Va ser dirigida per Felipe Cazals en 1976 amb guió de Tomás Pérez Turrent,que en aquest mateix any va dirigir El apando i Canoa, també basades en drames socials de la vida real. Encara que tendeix a creure's que la pel·lícula està inspirada en Las Muertas (1977) de Jorge Ibargüengoitia, el film i aquesta novel·la només tenen en comú el fet d'haver-se inspirat en el mateix cas.

## Sinopsi
Tres germanes sobrenomenades Las Poquianchis mantenen una xarxa de prostitució protegida per les autoritats locals a San Francisco del Rincón i León (a Guanajuato, México) fins que els cadàvers de dones fetes assassinar per elles fan la seva aparició el gener de 1964, per la qual cosa van ser empresonades i després d'un sonat procés que va tenir cobertura mundial van ser condemnades a penes de 40 anys de presó, que van purgar a diferents presons de Guanajuato; només una d'elles va sobreviure a aquest sever càstig i abans d'abandonar la presó va contreure matrimoni amb un altre reu i després se'n va rebre el rastre.

## Argument
En 1964 són descoberts a Guanajuato, els cadàvers enterrats d'unes prostitutes, assassinades per ordre de les germanes Chuy, Delfa i Eva, anomenades les Poquianchis, que són detingudes juntament amb altres prostitutes, i sotmeses a recerca i judici.
Juntament amb el seguiment del procés de les Poquianchis, es narra en flashback, la història de les germanes Adelina i María Rosa, que són lliurades pel seu pare, el pagès Rosario, a Delfa i al seu esbirro, Mere el capità, amb la promesa que seran col·locades a treballar de serventes en cases decents. Les joves són portades a un dels bordells de mala mort que les Poquianchis tenen en l'estat de Guanajuato. Aquí són tancades i maltractades per la prostituta Santa, per obligar-les a prostituir-se. Després de ser violades per Chaparro i un altre esbirro, Adelina i María Rosa accepten prostituir-se.
Es narra també a l'una, la història del seu pare Rosario i la seva lluita per recuperar les seves terres, de les quals ell i altres pagesos van ser despullats pel govern. María Rosa s'embarassa i és obligada a avortar per Eva.
Una altra de les filles de Rosario, Amparo, és segrestada per Tadeo, un altre dels esbirros de les Poquianchis, i en arribar al bordell, no és reconeguda per les seves germanes.
Mentre Chuy i Delfa van en peregrinació al Turó del Gobelet, una de les prostitutes, Lupe, deixa sortir les altres, però són detingudes per Chaparro. Lupe és tancada i colpejada.
Arriba de visita el fill de Delfa, Tepocate, qui defensa a Lupe i és assassinat més tard durant un tiroteig. Santa és acusada per Chuy i Delfa de l'assassinat de Tepocate i és morta a cops.
Quan un bordell és clausurat per les autoritats, les Poquinchis s'emporten a les seves dones a una altra propietat, on són tancades i maltractades. Per protestar, una altra prostituta, Graciela, és assassinada per una altra prostituta amb una planxa, per ordre de Delfa. Les prostitutes estan malaltes pels maltractaments i el mal menjar. Quan una d'elles defeca a destemps per trobar-se malalta, és castigada a sabatades per les altres, per ordres de Chuy. El mateix succeeix a María Rosa, qui és rematada amb un pal per la seva germana Adelina.
El jutge que porta el cas de les Poquianchis decideix tancar el cas en un temps breu per instruccions del procurador. Eva es torna boja; Chuy i Delfa són condemnades a 40 anys de presó. Els esbirros i algunes prostitutes, entre elles Lupe i Adelina, són condemnats a 25 anys. Amparo, la filla menor de Rosario, munta un bordell clandestí a San Francisco del Rincón. Les poquianchis moren a les presons d'Irapuato, Gto.

## Repartiment
- Diana Bracho
- Jorge Martínez de Hoyos
- Salvador Sánchez
- Pilar Pellicer
- Malena Doria
- Leonor Llausás
- Ana Ofelia Murguía
- Enrique Lucero
- Alejandro Parodi
- María Rojo
- Tina Romero
- Manuel Ojeda
- Carlos Cardán
- Arturo Beristáin
- Gonzalo Vega
- Hilda Cíbar
- Salvador Garcini
- Gastón Melo
- Sergio Calderón
- Jorge Fegán
- Mario Casillas
- Patricia Reyes Spíndola
- Farnesio de Bernal
- Gina Moret
- Adriana Rojo
- Lourdes Canale
- Erika Mireles
- Inés Murillo
- Ramón Menéndez
- Álvaro Carcaño
- Ivette Reyna
- Alma Levy
- María Barber
- Patricia Mayers
- Max Kerlow
- Liza Willert
- Yara Patricia
- Luis Jasso
- Marcelo Villamil
- Gerardo del Castillo
- Blas García
- Héctor Cruz
- Rodrigo de la Cruz

## Premis
Als XIX edició dels Premis Ariel va rebre el Premi Ariel a la millor coactuació femenina per María Rojo.